# Joannes Seghers
Joannes Seghers (De Klinge, 19 juli 1902 – Beveren-Waas, 30 augustus 1981) was een Belgisch volksvertegenwoordiger voor het VNV.

## Levensloop
Seghers was handelaar. Hij was zestien toen hij zijn studies stopzette om zijn overleden vader op te volgen aan het hoofd van het familiaal klompenmakersbedrijf. 
In zijn dorp organiseerde hij einde van de jaren twintig een Vlaams-nationalistisch netwerk: een studiekring, een ziekenfonds, een turnvereniging, een toneelvereniging, een fanfare.
Hij stapte toen in de politiek, eerst als lid van de Frontpartij, daarna van het VNV. Van 1932 tot 1944 was hij gemeenteraadslid en van 1938 tot 1944 schepen van De Klinge. Van 1936 tot 1946 zetelde hij eveneens voor het arrondissement Sint-Niklaas in de Kamer van volksvertegenwoordigers. Van 1941 tot 1944 was hij bovendien bestendig afgevaardigde van Oost-Vlaanderen. Als Kamerlid diende hij meerdere wetsvoorstellen in om een officiële taalregeling in Belgisch Congo te bekomen.
Ook was hij actief in VNV-gerelateerde activiteiten. Hij was van 1937 tot 1940 hoofd van de afdeling 'Volksjeugd' binnen het 'Algemeen Vlaams Nationaal Jeugdverbond', hoofdredacteur van 'Deltakamp', nadien 'Jong Dietschland', de bladen van het 'Algemeen Vlaams Nationaal Jeugdverbond' en waarnemend VNV-arrondissementsleider.
Hij volgde het VNV in de collaboratie. Hij was niet alleen VNV-bestendig-afgevaardigde tijdens de Tweede Wereldoorlog, maar ook VNV-arrondissementsleider voor het arrondissement Sint-Niklaas.
Begin september 1944 vluchtte Seghers naar Beieren. Hij dook er enkele jaren onder en werkte in een houtzagersbedrijf. Na zijn terugkeer in België zat hij van 1950 tot 1951 in de gevangenis, eerst in Gent en daarna in Sint-Gillis. Hij hernam vervolgens zijn commerciële activiteiten, als veehandelaar en daarna als kaashandelaar.
Ook werd Seghers opnieuw politiek actief, voor de Volksunie. Voor deze partij was hij van 1965 tot 1968 provincieraadslid van Oost-Vlaanderen.